# Homocea
Homocea là một xã thuộc hạt Vrancea, România. Dân số thời điểm năm 2002 là 9907 người.